# Chuck (Fleisch)

Das Chuck besteht aus den Teilen 1, 2 und 4

Als Chuck bezeichnet man einen Teil des Rindfleischs nach der nordamerikanischen Zerlegetradition. Es besteht aus dem Rinderhals mit der Fehlrippe (auch Zungenstück oder Boned Chuck genannt) und der Querrippe.